# J.J. Wolf
Jeffrey John "J.J." Wolf (født 21. december 1998 i Indian Hill, Ohio, USA) er en professionel tennisspiller fra USA.